# バスティッド (都市)

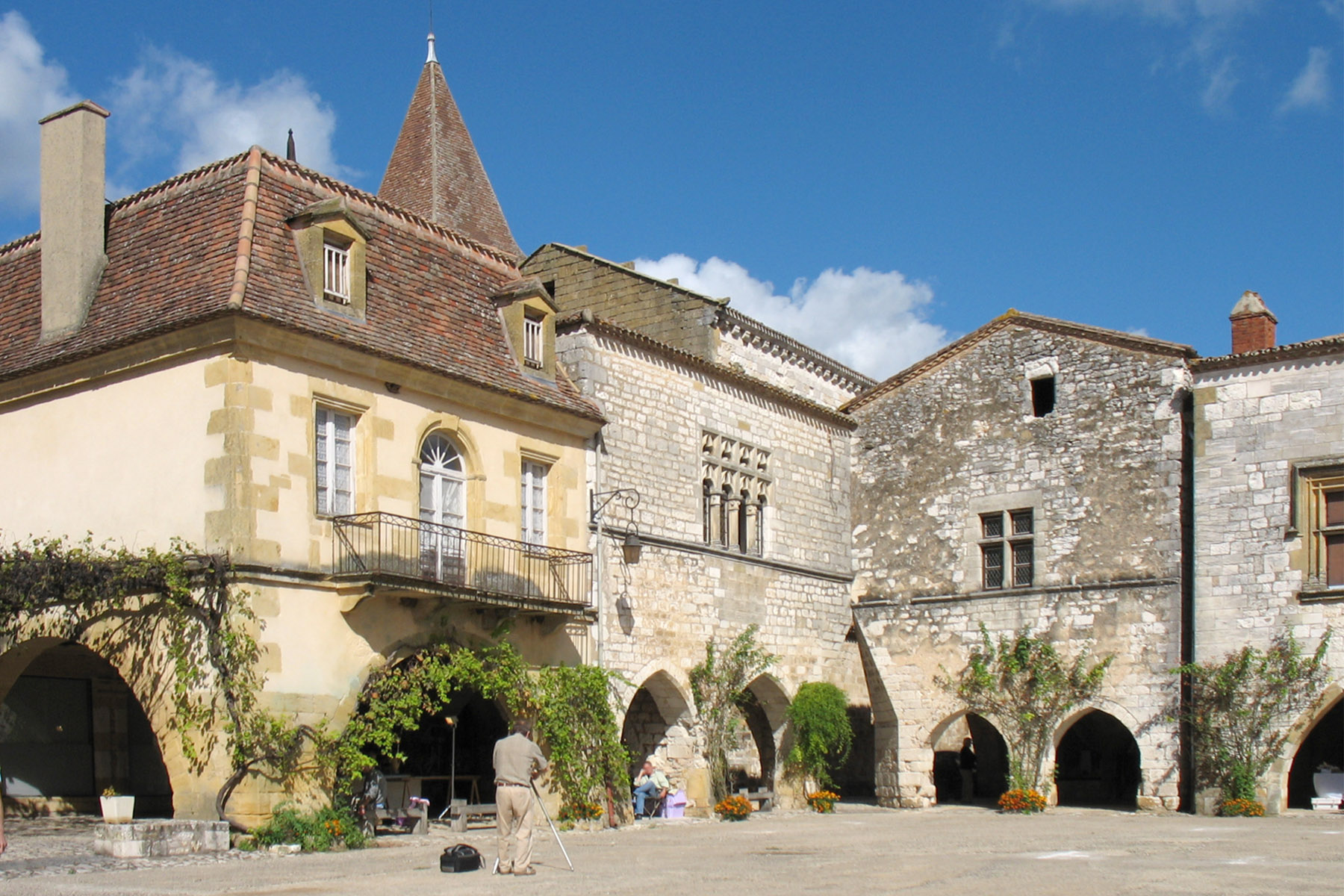
モンパジエのバスティッド

バスティッド、バスティード （Bastide）は、13世紀から14世紀にかけ、アキテーヌ、ガスコーニュ、ラングドック各地に建設された新都市。
初期のバスティッドの一部は、アルビジョワ十字軍で破壊された村に替わるものとしてトゥールーズ伯レーモン7世によって建設された。彼は特に南西フランスの、荒地に植民するため建設を奨励した。バスティッドのほとんどは、1222年から1373年の間に建設されている。

## バスティッドの定義
語源学的には、オック語の bastida という言葉は、規模を問わず構築中もしくは最近構築されたものに関して非常に広い意味を持っていた。中世の文書においてバスティッドという言葉は、時代ごとに意味が異なる。新都市（ville neuve）の意味で用いられるのは1229年頃から後になる。
バスティッドには主要な特徴がある。
- バスティッドは都市であること
- 創設にあたっての法令の存在
- 文書史料の存在

## 背景

1180年代のフランスの地図

### 社会の状況
当時の社会は基本的に農村であった。景観は非常に個性があった。土地は非常に小さな国（pays）に分かれていた。当時最大のpaysはペリゴール、ケルシー（fr）、ルエルグ（fr）であり、これらは相対的な単位であった。特にガスコーニュにある国々は、多くがその面積の小ささゆえに数多くの領主によって治められていた。
ガスコーニュだけでなく、ペリゴールの南では、必ずといっていいほど農民は半ば遊牧を行っていた。いったん土地や森林が疲弊すると、彼らは数kmの移住を行った。対照的にトゥールーザン地方では、土地が肥沃で昔から耕作が行われていた。古い町や村で工芸が行われていれば、地元のブルジョワ階級が富を蓄えるのに役立った。
この時代は約1000年間の人口の急激な増加に対応していた。加えて、フランス南西部ではカタルーニャ、ナバーラ、アラゴンへの一時的な移住現象が起きていた。1180年から1220年にかけてはアルビジョワ十字軍に関連して人口が減少し、その後出生率は急激に回復し、バスティッドの誕生は新しい都市化の需要に合致していた。

### 政治的状況
封建法は数世紀にわたって根付いていた。国外からの侵攻と不安の時代の後（サラセン人、ヴァイキング）、領主たちは最も弱いものを保護する責任を負った。彼らは一貫してより多く守備目的の城を建設し始めたのである。封建制は家臣団と宗主国の概念を確立させた。だから、フランス南西部のこうした領主たちは全て、直接または封建制度を通じてフランス王の家臣であった。例として、アリエノール・ダキテーヌはフランス王妃であり、同時にフランス王の家臣であるアキテーヌ公そしてポワティエ伯であった。

### 宗教的状況
2つの重要な出来事がこの時代を特徴付けている。最初に、トゥールーザン地方とラングドックではカタリ派の教義が根付いて繁栄していた。地域の社会文化的条件において、土地は発展に適して豊かだった。
1121年、ローマ教皇カリストゥス2世はサンティアゴ・デ・コンポステーラをエルサレムとローマに次ぐ聖なる都市にした。したがって、アキテーヌとトゥールーザンの南側にはいくつかの巡礼路が見られるようになった。都市には司教がおり、田舎にはシトー会派修道院が根を下ろすようになった。信仰篤い人々は、自らが死ぬと多くの場合自分の土地の一部を教会に寄進した。こうして教会が大地主となっていった。

## バスティッドの建設者
バスティッドを創設した高い位の人物は、以下のように分類される。
- トゥールーズ伯 - レーモン7世、アルフォンス・ド・ポワティエ
- フランス王 - ルイ聖王、フィリップ大胆王、フィリップ端麗王
- イングランド王 - ヘンリー3世、エドワード1世、エドワード2世、エドワード3世
- 有力家臣 - ドー・アラマン、ユスタシュ・ド・ボーマルシェ、ジャン・ド・グライといった王家の執事長。彼らは君主の代理として君主の名において行動していた
- 地元有力貴族 - フォワ伯、コマンジュ伯、アスタラック伯
- 高位聖職者 - 地元の司教や修道院長

間違いなく、城の周囲で生まれた中世のカステルノー（fr、城下町）や、教会の聖域として人々を庇護したソヴェテ（fr）の発展を手本として、建設者は以下のように分類される理由からバスティッドを生み出した。
- 政治 - アルビジョワ十字軍で古くからの領地が危機にさらされたトゥールーズ伯にとって、バスティッド建設は必要であった。フランスとイングランドが競争関係にあったことがアルフォンス・ド・ポワティエのバスティッド建設を後押しすることになり、アキテーヌ公国の端に迫る場所にまでバスティッドをつくらせた。併合されてからトゥールーズ伯領におよんだフランス王権の浸透が建設の理由であったほか、一部小領主にとっては自治の必要性があった。
- 住民 - 広い地方に散在して暮らす人々がバスティッド建設を活気づけた。そしてカステルノーの破壊に伴って人口が移動した。
- 治安 - 山賊集団や領主間の紛争から住民を守ることはいくつかの建物の付加的要因となった。
- 経済 - 未開墾の土地や森を開発することが経済的な理由である。さらに、新たに完成したバスティッド内で開かれる見本市や定期市が発展することは、建設者にとって収入を得る手段と認識されていた。

## 歴史

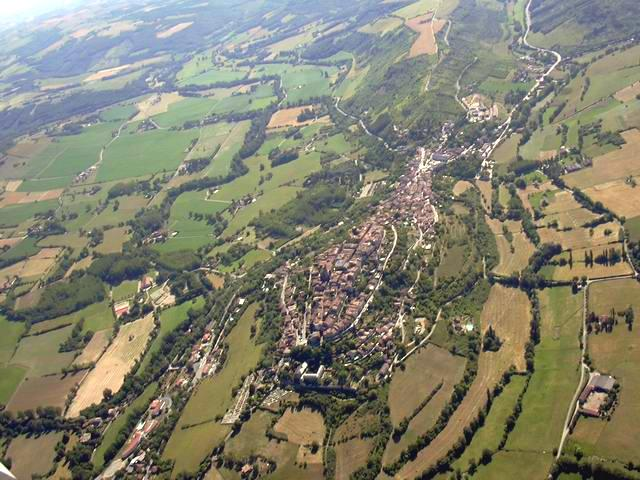
コルド＝シュル＝シエル

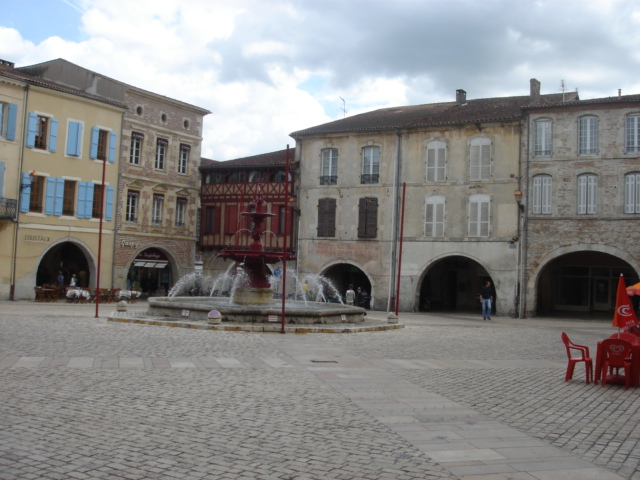
ヴィルヌーヴ＝シュル＝ロット

歴史家によれば、最古のバスティッドは1222年にトゥールーズ伯レーモン7世が建設したコルド＝シュル＝シエルである。多くの場合、バスティッドの時代の幕開けとなったのは、1144年にトゥールーズ伯アルフォンス・ジュルダン（fr）がモントーバンの基礎を築いた頃とされる。しかし、確かに例外的で革新的なモントーバン建設は他のバスティッドと関連のない単独の事象とみなされ、続く200年間の大規模なバスティッド建設との明確なつながりはない。
1229年のパリ条約（en）によって、防衛力をもたない領地内をアルビジョワ十字軍によってずたずたにされたトゥールーズ伯レーモン7世は、新都市建設を許可する条項の1つとして、バスティッドを発展させていった。1229年以降、カペー朝の干渉が続き自らの権力が弱まったにもかかわらず、レーモン7世はかつての封土が王領と境を接する辺境地に、バスティッドを建設し続けた。こうしたバスティッドはトゥールーズからアルビへ向かう道の途上に好んで建てられ、建設の北限はモントーバンであった。フォワ伯領の北上を阻止するため、一部のバスティッドはアルビジョワ地方の中心から離れた辺境に建設された。
カペー朝のフランス王子アルフォンス・ド・ポワティエはパリ条約によって定められたとおり、トゥールーズ伯領の女子相続人ジャンヌ・ド・トゥールーズと結婚し、義父の死後に彼女の権利としてこれらバスティッドを相続することになった。この『比類なきエネルギーを持ったバスティッド建設者』アルフォンスは、バスティッド建設を通じて自らの領地管理とを結びつけた。アルフォンスは54箇所のバスティッドを建設した。バスティッドの基礎を築く取り組みは、地域の政治情勢に対応している。実際、イングランド王兼アキテーヌ公との紛争において、アジャンの西側はイングランド王の支配する地域、トゥールーズ伯領の南はフォワ伯領であった。アルフォンス・ド・ポワティエはトゥールーズ南部からアジャンに広がる広い谷に殖民する意志を持っていた。2つの地域の境界線上に、彼は新しいバスティッドを建設することにした。1255年に建設されたのがモンレアルである。同じ年、ボルドーに近い場所にサント＝フォワ＝ラ＝グランドを建設したことは、イングランド王にとって挑発的な行為にうつった。
1271年、アルフォンス・ド・ポワティエ、そしてジャンヌ・ド・トゥールーズが相次いで急死した。2人の間に子がなかったため、領地はフランス王領に組み込まれた。以後、伯領の管理を行うのは王の執事長となり、最初に選ばれたのはユスタシュ・ド・ボーマルシェであった。翌1272年にはイングランド王ヘンリー3世が死去し、新たにエドワード1世が即位した。この時代のフランス南西部は2人の王たちがほぼ均等に領土を治めていた。西部から北西部がイングランド王、東部から南部がフランス王であった。ガスコーニュはフランス王とイングランド王兼アキテーヌ公の国境地帯だった。地元領主たちは自治を維持しようと、一方から他方へと乗り換えていた。イングランドが治めていた北西部は特にバスティッドが多くつくられた。古いバスティッドはフランスが建設したものだが、イングランド側も新たにバスティッドを築いていった。北西部は治安が安定しておらず、バスティッドは平時には輸送ルートとなる河川の近くの軍事的要所におかれた。13世紀の終わりには、ロット川やドルドーニュ川の川沿いが均等にバスティッドで埋め尽くされていた。
地主たちはバスティッド建設を支持した。それは十分の一税（生産への課税）よりむしろ通商上の税収を生み出すためだった。バスティッドへ家族で引っ越すよう選ばれた農民は、もはや領主の家臣ではなかった。彼らは自由人となったのである。こうしてバスティッド開発は封建制度衰退に貢献することとなった。新たな住民はバスティッド周囲の土地を耕作することが奨励された。一方、商人たちが集まったり市場が開かれて商業が盛んになった。領主はバスティッド内の住居や、バスティッド内での商業に税金を課した。バスティッドの上位にあるとみなされた法的な地位は、その地方で支配権を行使でき、地主と領主（トゥールーズ伯、フランス王、イングランド王）との正式書面による契約上の合意に基いたパレアージュ（en、共同主権を認定した封建条約）であった。地主は地元領主のカルテルや、または地元の修道院長であったのだろう。
義務と利益は慎重に憲章の枠内に収められた。これらはバスティッド内の自由と慣習とは、線引きされていた。封建的な権利は君主によって授けられた。領主は新住民との間の司法の執行者と仲介者として、いくつかの義務を負っていた。指定された時間内、それはしばしば1年以内に新住民のため住宅の建設をしなければならなかったし、君主の代理人でもあった。住民は家庭菜園を与えられた。こうした土地の平均面積は5ヘクタールから6ヘクタールで、当時としては十分すぎるほどだった。バスティッドの土地の周囲でたくさん耕作を行った。時には一部の住民がブドウ栽培のため土地を所有する権利を与えられたこともあった。
1337年に百年戦争が起こると、バスティッド建設に停止がかかった。この頃のバスティッド建設は12箇所以下で、1373年のラバスティッド＝ダンジューの建設をもって、この壮大なる中世の都市化の勢いは終了した。

## 構造と位置

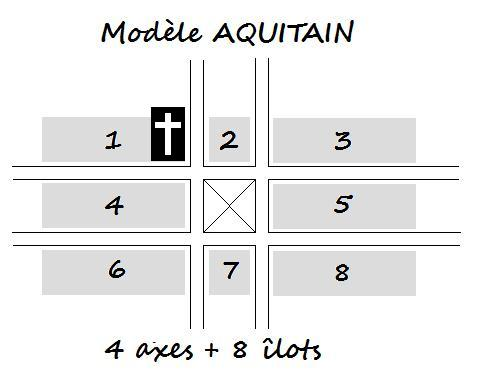
バスティッドのアキテーヌ型モデル。大通りである4本の軸が交差する。8つの島が広場と接している

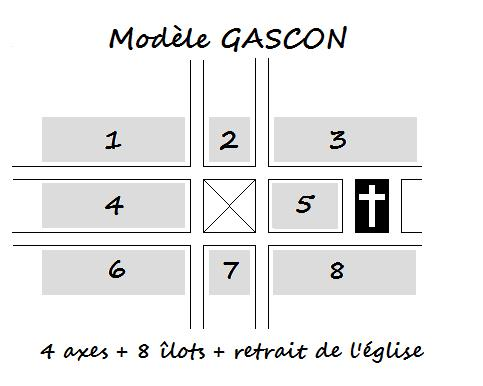
ガスコン型モデル。教会が中心広場から離れ、8つの島によって完全に隔てられている。8つの島が正方形のプランも存在する

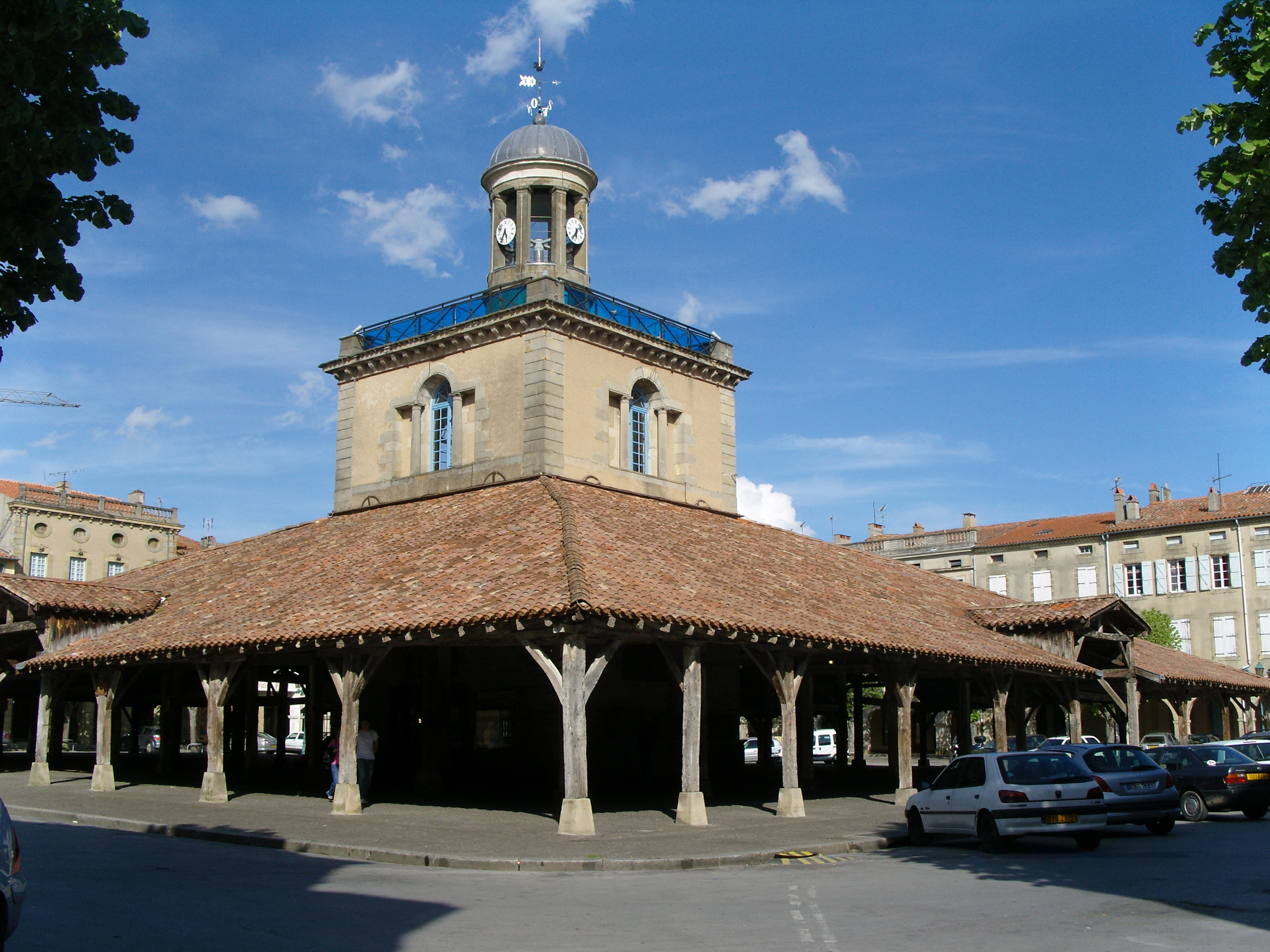
ルヴェルのアル

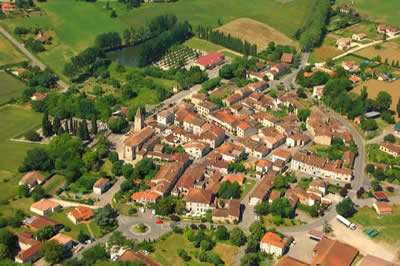
円形のバスティッド、フランセスカス

ローマ時代の例として、グリッド・パターンを持ち中心にフォルムを備えたカストルムがある。先にローマ人が行った都市設計が残る中世都市、ベジエ、ナルボンヌ、トゥールーズ、オランジュ、アルルにカストルムの痕跡が残っている。バスティッドのある地方は、西洋における古代後期の最後の前哨の地であった。
バスティッドの正確な定義は学術的議論を介して行われてきた。こうしたバスティッドは現在一般的には、一人の建設者が単一のユニットとして設計し、構築された町であると述べられている。バスティッドの多くは通りが交差するグリッド・パターン（碁盤の目状）で設計され、広い大通りが町のプランを分割し、しばしば狭い小路がインシュラエ（insulae;インスラ）または区画を分割している。バスティッド内にはポルチコに囲まれた、市場の開かれる中央広場があり、この広場には大通りとなっている軸が全て通過するようになっている。広場は正方形が大半だが、時には長方形であったり、まれに平行四辺形や円形もあった。広場の寸法は40m×40mであったり、70m×70mと、異なった。しかし、バスティッドの重要性と広場の大きさには直接の関係はなかった。また、多くの場合、広場は井戸や噴水で飾られ、時には住民へ水を供給するため貯水タンクが置かれていた。
我々がバスティッドの広場を歩くとき、そこにしばしばポルチコがあることに注意しなければならない。これはバスティッド建設当時行われた開発ではない。実際には、バスティッド建設後に住宅のファサードに追加された。建設初期は木造のポルチコだったが、後の時代に石造に建て替えられたのである。祝宴や大規模行事が開かれる広場は魅力的な場所で、いわゆるステータス・シンボルであった。実際、広場を見下ろすように建てられた広場を取り巻く住宅には、多くの場合、バスティッド建設当初からの古い家系が住んでいた。広場には市場のために多くの場合、大きな屋根を備えた公共のアルが置かれていた。ポルチコと同様に、アルはバスティッドの完成後に建設された。アルは、強い日差しと雨から商人たちを守っていた。アルの建物の上階には常に町の有力者コンシュル（fr）の政治権力があった。アルには鐘が置かれていることが多かった。市場の開かれる広場はしばしば、バスティッドを細分化する基準寸法（モジュール）を提供していた。
徴税が容易に行われることと、グリッド・パターンのレイアウトが据えられた理由は異なっていた。村としてモジュールによる徴税の基準単位があったし、村の中央には中央エリアが編成されていたのである。バスティッドのかたちは、『相互作用、便宜、実用主義、法的妥協、そして利益による摩擦で生まれた』ものだったと、エイドリアン・ランドルフは1995年に推測している。さらに稀な場合だが、こうした計画都市が円形の設計で開発された。一部のバスティッドは幾何学的に設計されなかったのである。バスティッドの幾何学的形状のブロックは、町が内部に絞り込まれたような窮屈な枠組みではなかった。『それは密接な網に近かった。』とランドルフは論評している。
建設者は一般的に、都市の周りに要塞化する城壁をつくらなかった。彼らは、住民たちが税金や補助金で城壁を建設するよう仕向けた。バスティッドの建設が国境近くであっても城壁建設はまれであった。確かに、アルビジョワ十字軍が終わってから百年戦争までの間の時代は平和であった。リブルヌが良い例である。建設から10年後、住民たちは主君に壁の建設の費用拠出を求めた。費用を受け取った住民たちは自分たちの町を美しく飾り立てたのである。石壁の秀でた例はサントゥラエ（fr）で今も目にすることができる。百年戦争初期には、防衛設備が存在しないために多くのバスティッドが破壊された。

## 参照
- Randolph,  Adrian, "The Bastides of southwest France" The Art Bulletin 77.2 (June 1995), pp. 290–307.